# シャムシール・エ・ゾモロドネガル
シャムシール・エ・ゾモロドネガル（ペルシャ語： شمشیر زمردنگار, Shamshir-e Zomorrodnegār、エメラルドをちりばめた剣 の意）は、ペルシアの伝説アミール・アルサランに登場する剣。この剣はエメラルドのビーズがちりばめられた剣で、元々ソロモン王が持っていた。
恐ろしい角を持つフーラード・ゼレ（ペルシア語：فولاد زره  fulād zereh、鉄鎧の意）という悪魔の母の魔女がある魔術を用いて、この種の武器を除き、あらゆる武器が彼の体を傷つけられないようにした。フーラード・ゼレは、貴重な武器であり、また唯一自分を傷つけうる武器であるというだけでなく、所持することで魔法から身を防ぐことができるために、シャムシール・エ・ゾモロドネガルを厳重に守っていた。
この剣によって与えられた傷は、フーラード・ゼレの脳を含む多数の薬剤を調合した特殊なポーションでなければ治せなかった。